# 阿尔托里孔
阿尔托里孔，是西班牙阿拉贡自治区韦斯卡省的一个市镇。总面积32平方公里，总人口1457人（2001年），人口密度46人/平方公里。